# Jacqueline Rodenbach
Jacqueline Rodenbach (ur. w 1964) – francuska szpadzistka, srebrna medalistka mistrzostw świata.
Podczas mistrzostw świata w Orleanie w 1988 roku Francuzki w składzie: Brigitte Benon, Valérie Devaux, Nathalie Devillers, Sophie Moressée-Pichot i Jacqueline Rodenbach zdobyły srebro w zawodach drużynowych. Był to jedyny medal wywalczony przez Rodenbach w zawodach tego cyklu.
Nigdy nie wzięła udziału w igrzyskach olimpijskich.